# Obnunciatio
Obnunciatio era la designació romana per:
- Portar males notícies
- Oposar-se a la promulgació d'una llei
- Poder per impedir dissoldre els comicis si aquests eren desfavorables. Aquesta era la més important, ja que abans d'aquest poder els comicis es dissolien o ja no es convocaven amb l'excusa dels mals auguris. Vegeu Lex Fufia de comitiis.